# Romuald von Salerno
Romuald von Salerno (auch Romualdus Salernitanus), eigentlich Romuald Guarna (* um 1115 in Salerno; † 4. April 1181 ebenda) war Geschichtsschreiber und seit 1153 Erzbischof von Salerno.
Romuald stammte aus der kampanischen Adelsfamilie Guarna. An der Schule von Salerno studierte er Medizin, bisweilen ist sein Wirken als Arzt bezeugt.
Unter Wilhelm I. und in den ersten Jahren Wilhelms II., der von ihm gekrönt wurde, gehörte er zu den einflussreichsten Prälaten Siziliens. Nachdem Erzbischof Walter von Palermo die Führung im Familiarenkolleg übernommen hatte, ging Romualds Einfluss zunehmend zurück, zumal er sich nicht regelmäßig für längere Zeit am Hofe in Palermo aufhielt. Als Unterhändler hatte er maßgeblichen Einfluss auf das Konkordat von Benevent zwischen Hadrian IV. und Wilhelm I. (1156) und den Frieden von Venedig (1177).
Seine Weltchronik, die von der Erschaffung der Welt bis zum Jahre 1178 reicht, ist das erste Beispiel dieser Art aus Italien. Vorbilder waren Orosius, Beda, Paulus Diaconus oder Boso im Liber pontificalis. Für Süditalien und Sizilien liefert sie Ergänzungen zu Alexander von Telese für Roger II., zu Hugo Falcandus für die Zeit Wilhelms I. und die Anfänge Wilhelms II. Für das erste Jahrzehnt seiner Regierung ist sie die einzige ausführliche Darstellung, die über einen rein lokalen Horizont hinausgeht. Für den Frieden von Venedig, der 1177 zwischen Kaiser Friedrich Barbarossa, Papst Alexander III., den lombardischen Kommunen und Wilhelm II. geschlossen wurde, ist Romualds Chronik die Hauptquelle.

## Schriften
- Wilhelm Arndt, Romoaldi II archiepiscopi Salernitani annales, in: Monumenta Germaniae Historica, SS XIX, Hannover 1866, S. 387–461 Beginn der Edition in den Digitalen Monumenta
- Carlo Alberto Garufi, Romualdi Salernitani Chronicon, Città di Castello 1935. [ Rerum Italicarum Scriptores, N.S. t. VII/1]
- Giancarlo Andenna (Bearb.): Chronicon. (Schola salernitana. Studi e testi, Bd. 6), Cava de'Tirreni (Salerno) 2001.